# Tropidophoxinellus hellenicus
Tropidophoxinellus hellenicus là một loài cá vây tia thuộc họ Cyprinidae.
Loài này chỉ có ở Hy Lạp.
Môi trường sống tự nhiên của chúng là sông ngòi và hồ nước ngọt.